# Erich Beer

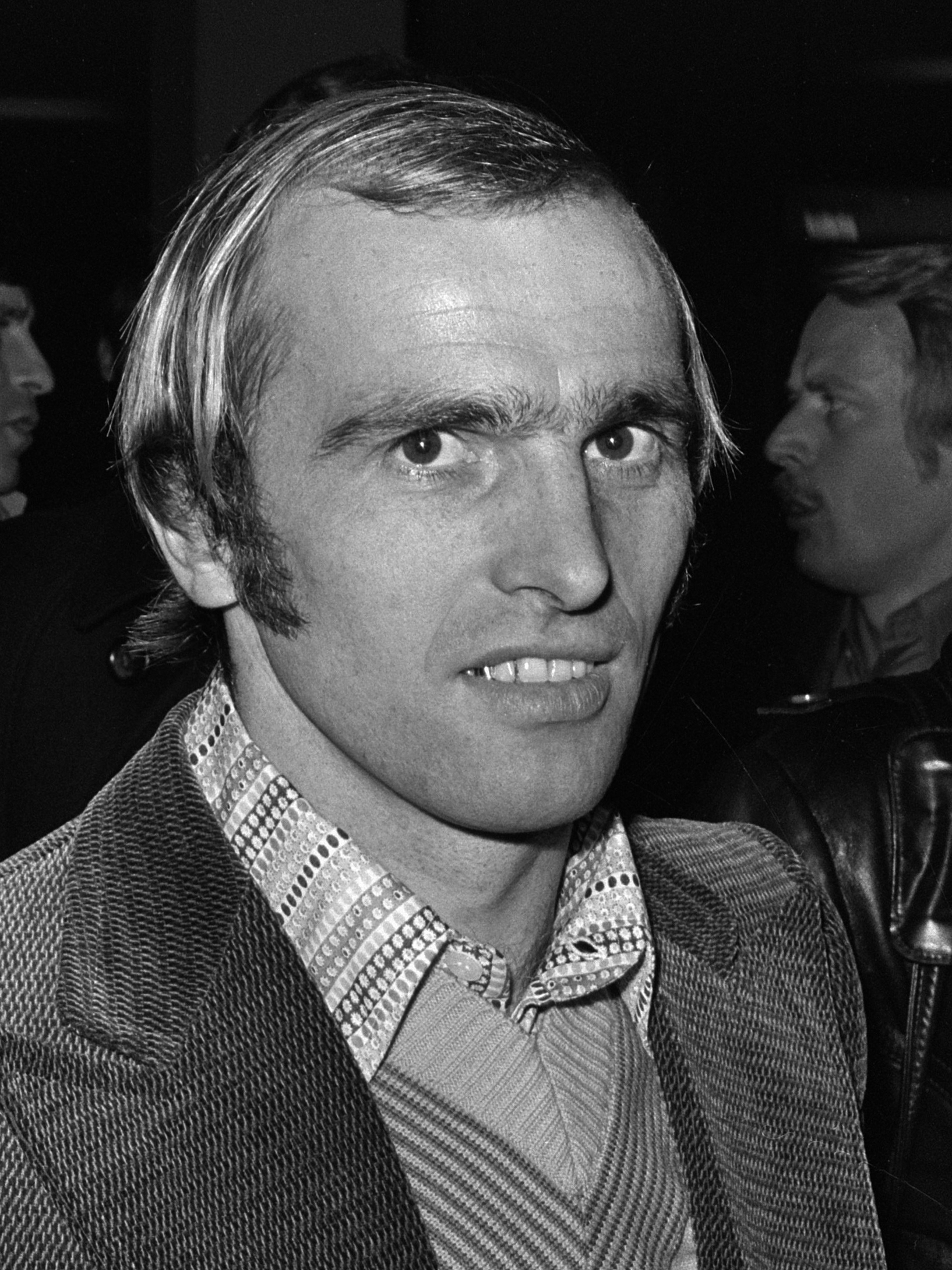
Erich Beer, 1975

Erich Beer, född 9 december 1946, är en tysk före detta fotbollsspelare.
Beer var en framgångsrik play-maker i Hertha Berlin under 1970-talet. Via Nürnberg och Rot-Weiss Essen kom Beer till Hertha Berlin där han hade sina mest framgångsrika år och blev landslagsspelare. Beer var med i EM 1976 och VM 1978. Han har också spelat 24 A-landskamper för Västtyskland.

## Klubbar
- 1. FC Nürnberg
- Rot-Weiss Essen
- Hertha BSC Berlin
- Al-Ittihad
- 1860 München